# Sborni
Sborni (del ruso: Сборный) es un jútor del raión de Krylovskaya del krai de Krasnodar de Rusia. Está situado en la orilla derecha de un pequeño afluente del río Sosyka, que lo es del río Yeya, 16 km al nordeste de Krylovskaya y 146 km al nordeste de Krasnodar, la capital del krai. Tenía 214 habitantes en 2010
Pertenece al municipio Oktiábrskoye.

## Transporte
Al este de la localidad pasa la carretera federal M4 Don.